# Administrativ inddeling af Moskva
Den føderale by Moskva i Rusland er administrativt inddelt i 12 okruger, der igen er opdelt i rajoner og bymæssige bebyggelser. Byen har ikke en egentligt midtby, der er derimod tætte urbane bebyggelser spredt over byen. Vigtige forretningskvarterer inkluderer Kitaj-gorod centralt, Tverskoj, Arbat og Presnenskij, hjemsted for det fremtidige Moskvas Internationale Forretningskvarter (russisk: Москва-Сити) mod øst. Den Centrale administrative okrug som helhed har en stor koncentration af forretninger. Rådhuset og store administrationsbygninger er placeret i Tverskoj rajon og Kitaj-gorod (hjemsted for Kreml). Vestlige administrative okrug er hjemsted for Moskvas statsuniversitet, Spurvebakkerne og Mosfilm-studierne. Moskva havde 12.108.257(2014) indbyggere.

## Udvidelse 2012
Den føderale by Moskva blev i 2012 udvidet med to administrative okruger, Novomoskovskij og Troitskij, der blev overført fra Moskva oblast til byen.
| #  | Administrativ okrug                 | Russisk navn                            | Indbyggertal | Areal (km²) | Befolkningstæthed Indb./km² | Moskvas administrative okruger |
| -- | ----------------------------------- | --------------------------------------- | ------------ | ----------- | --------------------------- | ------------------------------ |
| 1  | Centrale administrative okrug       | Центральный административный округ      | 757.137      | 66,1755     | 11.441                      |                                |
| 2  | Nordlige administrative okrug       | Северный административный округ         | 1.141.913    | 113,7260    | 10.041                      |                                |
| 3  | Nordøstlige administrative okrug    | Северо-Восточный административный округ | 1.398.481    | 101,8830    | 13.726                      |                                |
| 4  | Østlige administrative okrug        | Восточный административный округ        | 1.489.765    | 154,8355    | 9.622                       |                                |
| 5  | Sydøstlige administrative okrug     | Юго-Восточный административный округ    | 1.352.303    | 117,5597    | 11.503                      |                                |
| 6  | Sydlige administrative okrug        | Южный административный округ            | 1.754.613    | 131,7729    | 13.315                      |                                |
| 7  | Sydvestlige administrative okrug    | Юго-Западный административный округ     | 1.407.331    | 111,3622    | 12.637                      |                                |
| 8  | Vestlige administrative okrug       | Западный административный округ         | 1.333.813    | 153,0343    | 8.716                       |                                |
| 9  | Nordvestlige administrative okrug   | Северо-Западный административный округ  | 973.629      | 93,2810     | 10.438                      |                                |
| 10 | Zelenograd administrative okrug     | Зеленоградский административный округ   | 229.926      | 37,1999     | 6.181                       |                                |
| 11 | Novomoskovskij administrative okrug | Новомосковский административный округ   | 103.365      | 1084,3400   | 95                          |                                |
| 12 | Troitskij administrative okrug      | Троицкий административный округ         | 165.981      | 361,3600    | 459                         |                                |

## Centrale administrative okrug
| Rajoner i den Centrale administrative okrug | Rajonens russiske navn | Indbyggertal Folketælling 2010 | Areal (km²) Opgørelse 2008 | Befolkningstæthed Indb./km² | Kort over den Centrale administrative okrug |
| ------------------------------------------- | ---------------------- | ------------------------------ | -------------------------- | --------------------------- | ------------------------------------------- |
| Arbat                                       | Арбат                  | 26.900                         | 2,88                       | 12.748                      |                                             |
| Basmannyj                                   | Басманный              | 100.500                        | 8,37                       | 11.551                      |                                             |
| Jakimanka                                   | Якиманка               | 23.000                         | 4,80                       | 4.791                       |                                             |
| Khamovniki                                  | Хамовники              | 99.500                         | 11,92                      | 9.871                       |                                             |
| Krasnoselskij                               | Красносельский         | 43.300                         | 4,96                       | 9.939                       |                                             |
| Mesjtjanskij                                | Мещанский              | 55.100                         | 5,76                       | 11.978                      |                                             |
| Presnenskij                                 | Пресненский            | 116.200                        | 11,85                      | 9.931                       |                                             |
| Taganskij                                   | Таганский              | 107.500                        | 8,01                       | 13.420                      |                                             |
| Tverskoj Herunder Kitaj-gorod               | Тверской Китай-город   | 73.800                         | 7,27                       | 10.151                      |                                             |
| Zamoskvoretje                               | Замоскворечье          | 50.800                         | 4,95                       | 12.095                      |                                             |

## Nordlige administrative okrug
| Rajoner i den Nordlige administrative okrug | Rajonens russiske navn | Indbyggertal Folketælling 2010 | Areal (km²) Opgørelse 2008 | Befolkningstæthed Indb./km² | Kort over den Nordlige administrative okrug |
| ------------------------------------------- | ---------------------- | ------------------------------ | -------------------------- | --------------------------- | ------------------------------------------- |
| Aeroport                                    | Аэропорт               | 76.500                         | 4,58                       | 16.703                      |                                             |
| Begovoj                                     | Беговой                | 42.700                         | 5,56                       | 7.679                       |                                             |
| Beskudnikovskij                             | Бескудниковский        | 75.100                         | 3,30                       | 22.757                      |                                             |
| Dmitrovskij                                 | Дмитровский            | 87.900                         | 7,29                       | 12.057                      |                                             |
| Golovinskij                                 | Головинский            | 100.200                        | 8,93                       | 11.220                      |                                             |
| Khorosjovskij                               | Хорошевский            | 59.300                         | 9,88                       | 6.002                       |                                             |
| Khovrino                                    | Ховрино                | 81.200                         | 5,73                       | 14.171                      |                                             |
| Koptevo                                     | Коптево                | 97.400                         | 5,38                       | 18.104                      |                                             |
| Levoberezjnyj                               | Левобережный           | 51.400                         | 6,46                       | 7.956                       |                                             |
| Molzjaninovskij                             | Молжаниновский         | 3.500                          | 21,78                      | 160                         |                                             |
| Savjolovskij                                | Савёловский            | 56.900                         | 2,70                       | 21.074                      |                                             |
| Sokol                                       | Сокол                  | 57.600                         | 3,72                       | 15.483                      |                                             |
| Timirjazevskij                              | Тимирязевский          | 82.800                         | 10,43                      | 7.938                       |                                             |
| Vostotjnoje Degunino                        | Восточное Дегунино     | 95.300                         | 3,77                       | 25.278                      |                                             |
| Vojkovskij                                  | Войковский             | 66.700                         | 6,61                       | 10.090                      |                                             |
| Zapadnoje Degunino                          | Западное Дегунино      | 78.400                         | 7,53                       | 10.411                      |                                             |

## Nordøstlige administrative okrug
| Rajoner i den Nordøstlige administrative okrug | Rajonens russiske navn | Indbyggertal Folketælling 2010 | Areal (km²) Opgørelse 2008 | Befolkningstæthed Indb./km² | Kort over den Nordøstlige administrative okrug |
| ---------------------------------------------- | ---------------------- | ------------------------------ | -------------------------- | --------------------------- | ---------------------------------------------- |
| Aleksejevskij                                  | Алексеевский           | 70.500                         | 5,29                       | 13.327                      |                                                |
| Altufevskij                                    | Алтуфьевский           | 48.900                         | 3,25                       | 15.046                      |                                                |
| Babusjkinskij                                  | Бабушкинский           | 77.300                         | 5,07                       | 15.246                      |                                                |
| Bibirevo                                       | Бибирево               | 149.500                        | 6,45                       | 23.178                      |                                                |
| Butyrskij                                      | Бутырский              | 61.200                         | 5,04                       | 12.142                      |                                                |
| Jaroslavskij                                   | Ярославский            | 85.500                         | 7,99                       | 10.700                      |                                                |
| Juzjnoje Medvedkovo                            | Южное Медведково       | 73.900                         | 3,87                       | 19.095                      |                                                |
| Lianozovo                                      | Лианозово              | 78.600                         | 5,79                       | 13.575                      |                                                |
| Losinoostrovskij                               | Лосиноостровский       | 72.200                         | 5,54                       | 13.032                      |                                                |
| Marfino                                        | Марфино                | 25.100                         | 2,26                       | 11.106                      |                                                |
| Marina rosjtja                                 | Марьина Роща           | 59.500                         | 4,68                       | 12.713                      |                                                |
| Ostankinskij                                   | Останкинский           | 55.600                         | 12,46                      | 4.462                       |                                                |
| Otradnoje                                      | Отрадное               | 168.800                        | 10,16                      | 16.614                      |                                                |
| Rostokino                                      | Ростокино              | 34.100                         | 3,54                       | 9.632                       |                                                |
| Severnoje Medvedkovo                           | Северное Медведково    | 73.900                         | 3,87                       | 19.095                      |                                                |
| Severnyj                                       | Северный               | 19.800                         | 10,29                      | 1.924                       |                                                |
| Sviblovo                                       | Свиблово               | 54.400                         | 4,41                       | 12.335                      |                                                |

## Østlige administrative okrug
| Rajoner i den Østlige administrative okrug | Rajonens russiske navn | Indbyggertal Folketælling 2010 | Areal (km²) Opgørelse 2008 | Befolkningstæthed Indb./km² | Kort over den Østlige administrative okrug |
| ------------------------------------------ | ---------------------- | ------------------------------ | -------------------------- | --------------------------- | ------------------------------------------ |
| Bogorodskoje                               | Богородское            | 97.700                         | 8,65                       | 11.294                      |                                            |
| Goljanovo                                  | Гольяново              | 155.900                        | 14,99                      | 10.400                      |                                            |
| Ivanovskoje                                | Ивановское             | 125.200                        | 10,17                      | 12.310                      |                                            |
| Izmajlovo                                  | Измайлово              | 102.900                        | 15,24                      | 6.752                       |                                            |
| Kosino-Ukhtomskij                          | Косино-Ухтомский       | 51.000                         | 15,06                      | 3.386                       |                                            |
| Metrogorodok                               | Метрогородок           | 36.900                         | 27,57                      | 1.338                       |                                            |
| Novogirejevo                               | Новогиреево            | 93.400                         | 4,46                       | 20.941                      |                                            |
| Novokosino                                 | Новокосино             | 100.700                        | 3,60                       | 27.972                      |                                            |
| Perovo                                     | Перово                 | 134.500                        | 9,73                       | 13.823                      |                                            |
| Preobrazjenskoje                           | Преображенское         | 80.000                         | 5,62                       | 14.234                      |                                            |
| Severnoje Izmajlovo                        | Северное Измайлово     | 81.600                         | 4,20                       | 19.428                      |                                            |
| Sokolinaja gora                            | Соколиная Гора         | 84.100                         | 7,84                       | 10.727                      |                                            |
| Sokolniki                                  | Сокольники             | 53.500                         | 10,28                      | 5.204                       |                                            |
| Vesjnjaki                                  | Вешняки                | 121.600                        | 10,67                      | 11.396                      |                                            |
| Vostotjnoje                                | Восточное Измайлово    | 72.100                         | 3,85                       | 18.727                      |                                            |
| Vostotjnyj                                 | Восточный              | 12.400                         | 3,20                       | 3.875                       |                                            |

## Sydøstlige administrative okrug
| Rajoner i den Sydøstlige administrative okrug | Rajonens russiske navn | Indbyggertal Folketælling 2010 | Areal (km²) Opgørelse 2008 | Befolkningstæthed Indb./km² | Kort over den Sydøstlige administrative okrug |
| --------------------------------------------- | ---------------------- | ------------------------------ | -------------------------- | --------------------------- | --------------------------------------------- |
| Juzjnoportovyj                                | Южнопортовый           | 60.300                         | 4,53                       | 13.311                      |                                               |
| Kapotnja                                      | Капотня                | 27.200                         | 8,06                       | 3.374                       |                                               |
| Kuzminki                                      | Кузьминки              | 123.400                        | 8,15                       | 15.141                      |                                               |
| Lefortovo                                     | Лефортово              | 90.200                         | 9,06                       | 9.955                       |                                               |
| Ljublino                                      | Люблино                | 152.100                        | 17,41                      | 8.736                       |                                               |
| Marino                                        | Марьино                | 223.400                        | 11,98                      | 18.647                      |                                               |
| Nekrasovka                                    | Некрасовка             | 11.100                         | 5,58                       | 1.989                       |                                               |
| Nizjegorodskij                                | Нижегородский          | 37.500                         | 7,53                       | 4.980                       |                                               |
| Petjatniki                                    | Печатники              | 74.400                         | 17,89                      | 4.158                       |                                               |
| Rjazanskij                                    | Рязанский              | 88.400                         | 6,49                       | 13.621                      |                                               |
| Tekstilsjtjiki                                | Текстильщики           | 84.800                         | 5,91                       | 14.348                      |                                               |
| Vykhino-Zjulebino                             | Выхино-Жулёбино        | 187.900                        | 14,97                      | 12.551                      |                                               |

## Sydlige administrative okrug
| Rajoner i den Sydlige administrative okrug | Rajonens russiske navn    | Indbyggertal Folketælling 2010 | Areal (km²) Opgørelse 2008 | Befolkningstæthed Indb./km² | Kort over den Sydlige administrative okrug |
| ------------------------------------------ | ------------------------- | ------------------------------ | -------------------------- | --------------------------- | ------------------------------------------ |
| Birjuljovo Vostotjnoje                     | Бирюлёво Восточное        | 131.200                        | 14,46                      | 9.073                       |                                            |
| Birjuljovo Zapadnoje                       | Бирюлёво Западное         | 82.600                         | 8,51                       | 9.706                       |                                            |
| Bratejevo                                  | Братеево                  | 94.800                         | 7,63                       | 12.424                      |                                            |
| Danilovskij                                | Даниловский               | 84.900                         | 12,60                      | 6.738                       |                                            |
| Donskoj                                    | Донской                   | 44.900                         | 5,73                       | 7.836                       |                                            |
| Moskvoretje-Saburovo                       | Москворечье-Сабуров       | 69.100                         | 9,30                       | 7.430                       |                                            |
| Nagatino-Sadovniki                         | Нагатино-Садовники        | 68.400                         | 8,17                       | 8.372                       |                                            |
| Nagatinskij Zaton                          | Нагатинский Затон         | 104.900                        | 9,96                       | 10.532                      |                                            |
| Nagornyj                                   | Нагорный                  | 71.500                         | 5,42                       | 13.191                      |                                            |
| Orekhovo-Borisovo Severnoje                | Орехово-Борисово Северное | 118.400                        | 7,67                       | 15.436                      |                                            |
| Orekhovo-Borisovo Juzjnoje                 | Орехово-Борисово Южное    | 133.800                        | 6,94                       | 19.279                      |                                            |
| Tjertanovo Severnoje                       | Чертаново Северное        | 101.400                        | 6,90                       | 14.695                      |                                            |
| Tjertanovo Tsentralnoje                    | Чертаново Центральное     | 103.600                        | 6,52                       | 15.889                      |                                            |
| Tjertanovo Juzjnoje                        | Чертаново Южное           | 130.800                        | 9,38                       | 13.944                      |                                            |
| Tsaritsyno                                 | Царицыно                  | 66.700                         | 6,61                       | 10.090                      |                                            |
| Zjablikovo                                 | Зябликово                 | 118.800                        | 4,38                       | 27.123                      |                                            |

## Sydvestlige administrative okrug
| Rajoner i den Sydvestlige administrative okrug | Rajonens russiske navn | Indbyggertal Folketælling 2010 | Areal (km²) Opgørelse 2008 | Befolkningstæthed Indb./km² | Kort over den Sydvestlige administrative okrug |
| ---------------------------------------------- | ---------------------- | ------------------------------ | -------------------------- | --------------------------- | ---------------------------------------------- |
| Akademitjeskij                                 | Академически           | 93.400                         | 5,83                       | 16.020                      |                                                |
| Gagarinskij                                    | Гагаринский            | 71.800                         | 5,53                       | 12.983                      |                                                |
| Jasenevo                                       | Ясенево                | 169.200                        | 25,37                      | 6.669                       |                                                |
| Juzjnoje Butovo                                | Южное Бутово           | 163.200                        | 25,54                      | 6.390                       |                                                |
| Konkovo                                        | Коньково               | 140.000                        | 7,18                       | 19.498                      |                                                |
| Kotlovka                                       | Котловка               | 58.100                         | 3,94                       | 14.746                      |                                                |
| Lomonosovskij                                  | Ломоносовский          | 43.300                         | 4,96                       | 9.939                       |                                                |
| Obrutjevskij                                   | Обручевский            | 71.500                         | 6,11                       | 11.702                      |                                                |
| Severnoje Butovo                               | Северное Бутово        | 78.400                         | 9,13                       | 8.587                       |                                                |
| Tjerjomusjki                                   | Черёмушки              | 91.100                         | 5,52                       | 16.503                      |                                                |
| Tjoplyj Stan                                   | Тёплый Стан            | 114.300                        | 8,43                       | 10.151                      |                                                |
| Zjuzino                                        | Зюзино                 | 113.500                        | 5,45                       | 20.825                      |                                                |

## Vestlige administrative okrug
| Rajoner i den Vestlige administrative okrug | Rajonens russiske navn | Indbyggertal Folketælling 2010 | Areal (km²) Opgørelse 2008 | Befolkningstæthed Indb./km² | Kort over den Vestlige administrative okrug |
| ------------------------------------------- | ---------------------- | ------------------------------ | -------------------------- | --------------------------- | ------------------------------------------- |
| Dorogomilovo                                | Дорогомилово           | 68.079                         | 7,95                       | 8.563                       |                                             |
| Filjovskij Park                             | Филёвский Парк         | 80.593                         | 9,62                       | 8.373                       |                                             |
| Fili-Davydkovo                              | Фили-Давыдково         | 112.135                        | 6,95                       | 16.118                      |                                             |
| Krylatskoje                                 | Крылатское             | 82.606                         | 12,04                      | 6.858                       |                                             |
| Kuntsevo                                    | Кунцево                | 147.345                        | 16,56                      | 8.895                       |                                             |
| Mozjajskij                                  | Можайский              | 132.678                        | 10,72                      | 12.369                      |                                             |
| Novo-Peredelkino                            | Ново-Переделкино       | 115.536                        | 8,47                       | 13.627                      |                                             |
| Otjakovo-Matvejevskoje                      | Очаково-Матвеевское    | 114.554                        | 17,54                      | 6.529                       |                                             |
| Prospekt Vernadskogo                        | Проспект Вернадского   | 61.783                         | 4,65                       | 13.282                      |                                             |
| Ramenki                                     | Раменки                | 129.956                        | 18,53                      | 7.010                       |                                             |
| Solntsevo                                   | Солнцево               | 116.149                        | 11,29                      | 10.287                      |                                             |
| Troparjovo-Nikulino                         | Тропарёво-Никулино     | 118.556                        | 11,26                      | 10.522                      |                                             |
| Vnukovo                                     | Внуково                | 23.367                         | 17,42                      | 1.341                       |                                             |

## Nordvestlige administrative okrug
| Rajoner i den Nordvestlige administrative okrug | Rajonens russiske navn | Indbyggertal Folketælling 2010 | Areal (km²) Opgørelse 2008 | Befolkningstæthed Indb./km² | Kort over den Nordvestlige administrative okrug |
| ----------------------------------------------- | ---------------------- | ------------------------------ | -------------------------- | --------------------------- | ----------------------------------------------- |
| Juzjnoje Tusjino                                | Южное Тушино           | 101.500                        | 7,94                       | 12.793                      |                                                 |
| Khorosjovo-Mnjovniki                            | Хорошёво-Мнёвники      | 164.200                        | 17,81                      | 9.558                       |                                                 |
| Kurkino                                         | Куркино                | 21.300                         | 8,04                       | 2.650                       |                                                 |
| Mitino                                          | Митино                 | 173.800                        | 12,66                      | 13.732                      |                                                 |
| Pokrovskoje-Stresjnevo                          | Покровское-Стрешнево   | 55.700                         | 12,90                      | 4.318                       |                                                 |
| Severnoje Tusjino                               | Северное Тушино        | 152.900                        | 9,40                       | 16.266                      |                                                 |
| Sjtjukino                                       | Щукино                 | 102.800                        | 7,68                       | 13.377                      |                                                 |
| Strogino                                        | Строгино               | 152.000                        | 16,84                      | 9.028                       |                                                 |

## Zelenograd administrative okrug
| Rajoner i den Zelenograd administrative okrug | Rajonens russiske navn | Indbyggertal Folketælling 2010 | Areal (km²) Opgørelse 2008 | Befolkningstæthed Indb./km² | Kort over den Zelenograd administrative okrug |
| --------------------------------------------- | ---------------------- | ------------------------------ | -------------------------- | --------------------------- | --------------------------------------------- |
| Krjukovo                                      | Крюково                | 85.642                         | 10,49                      | 8.164                       |                                               |
| Matusjkino                                    | Матушкино              | 38.509                         | 4,38                       | 8.792                       |                                               |
| Savjolki                                      | Савёлки                | 32.534                         | 8,13                       | 4.002                       |                                               |
| Staroje Krjukovo                              | Старое Крюково         | 28.662                         | 3,81                       | 7.523                       |                                               |
| Silino                                        | Силино                 | 38.555                         | 10,40                      | 3.128                       |                                               |

## Novomoskovskij administrative okrug
| Bymæssige bebyggelser i Novomoskovskij administrative okrug | Rajonens russiske navn | Indbyggertal Anslået 2015 | Areal (km²) Opgørelse 2015 | Befolkningstæthed Indb./km² | Kort over Novomoskovskijs og Troitskijs administrative okrug |
| ----------------------------------------------------------- | ---------------------- | ------------------------- | -------------------------- | --------------------------- | ------------------------------------------------------------ |
| Filimonkovskoje                                             | Филимонковское         | 6.581                     | 35,77                      | 183                         |                                                              |
| Desjonovskoje                                               | Десёновское            | 14.262                    | 52,99                      | 269                         |                                                              |
| Kokosjkino                                                  | Кокошкино              | 13.806                    | 8,28                       | 1.667                       |                                                              |
| Marusjkinskoje                                              | Марушкинское           | 6.335                     | 50,63                      | 125                         |                                                              |
| Moskovskij                                                  | Московский             | 36.899                    | 40,39                      | 913                         |                                                              |
| Mosrentgen                                                  | Мосрентген             | 18.096                    | 6,48                       | 2.792                       |                                                              |
| Rjazanovskoje                                               | Рязановское            | 19.604                    | 40,48                      | 484                         |                                                              |
| Sjtjerbinka                                                 | Щербинка               | 40.748                    | 7,53                       | 5.411                       |                                                              |
| Sosenskoje                                                  | Сосенское              | 12.931                    | 66,81                      | 193                         |                                                              |
| Vnukovskoje                                                 | Внуковское             | 6.487                     | 25,59                      | 253                         |                                                              |
| Voskresenskoje                                              | Воскресенское          | 7.842                     | 24,82                      | 315                         |                                                              |

## Troitskij administrative okrug
| Bymæssige bebyggelser i Troitskij administrative okrug | Rajonens russiske navn | Indbyggertal Anslået 2015 | Areal (km²) Opgørelse 2015 | Befolkningstæthed Indb./km² | Kort over Novomoskovskijs og Troitskijs administrative okrug |
| ------------------------------------------------------ | ---------------------- | ------------------------- | -------------------------- | --------------------------- | ------------------------------------------------------------ |
| Kijevskij                                              | Киевский               | 10.937                    | 60,09                      | 182                         |                                                              |
| Kljonovskoje                                           | Клёновское             | 3.201                     | 117,72                     | 27                          |                                                              |
| Krasnopakhorskoje                                      | Краснопахорское        | 4.574                     | 86,88                      | 52                          |                                                              |
| Mikhajlovo-Jartsevskoje                                | Михайлово-Ярцевское    | 5.139                     | 64,61                      | 79                          |                                                              |
| Novofjodorovskoje                                      | Новофёдоровское        | 6.546                     | 150,8                      | 43                          |                                                              |
| Pervomajskoje                                          | Первомайское           | 8.048                     | 118,92                     | 67                          |                                                              |
| Rogovskoje                                             | Роговское              | 2.849                     | 178,23                     | 15                          |                                                              |
| Sjtjapovskoje                                          | Щаповское              | 7.873                     | 86,88                      | 90                          |                                                              |
| Troitsk                                                | Тро́ицк                 | 50.315                    | 16,3                       | 2.900                       |                                                              |
| Voronovskoje*                                          | Вороновское            | 8.581                     | 206,25                     | 41                          |                                                              |